# Ghost Stories
Ghost Stories é o sexto álbum de estúdio da banda de rock alternativo britânica Coldplay. O álbum foi lançado em 16 de maio de 2014 pela gravadora Parlophone, e em 19 de maio de 2014 pela Atlantic Records. Ghost Stories é o primeiro álbum da banda a ser lançado inteiramente na América do Norte pela Atlantic, depois que o grupo transferiu-se da Capitol Records em 2013, após a compra EMI e seu patrimônio musical da Universal Music Group em 2011.

## Antecedentes
Em 2011, Coldplay lançou seu quinto álbum de estúdio, Mylo Xyloto. O álbum, originalmente identificado pela banda como "despojado, uma coleção mais acústica", tornou-se um dos álbuns mais experimentais e um ritmo pop mais orientado por eles até aquele momento, sendo descrita como "luxuosamente colorido", onde os "refrãos são maiores, as texturas grandiosas e o otimismo mais otimista". Sendo produzido por Markus Dravs, Brian Eno, Rik Simpson e Dan Green, o álbum também chegou na posição de número 1 em 18 paradas musicais, ganhando discos de platina em 16 diferentes países. O single lançado por Mylo Xyloto, "Paradise" (2011), se tornou o segundo hit de número 1 no Reino Unido, atrás apenas do single "Viva la Vida" também da banda. A subsequente turnê Mylo Xyloto Tour, que promoveu o álbum visitou a América do Norte, Europa e Austrália, tendo um lucro de mais de US$ 110 milhões em receita.
Indo para o processo criativo para o seu sexto álbum de estúdio, a banda queria voltar ao "despojado acústico" que havia declarado em seu quinto álbum, voltando à ideia original de um álbum com acústico-orientado, com menos da produção e do som que fez em Mylo Xyloto. O baterista Will Champion, afirmou a uma rádio sobre o álbum ser despojado:
| “ | "Sim, isso pode ser bom, na verdade. É possível você ir longe sem se tornar pomposo e um pouco exagerado, por isso vamos trilhar essa linha com muito cuidado. Repor. Recalibrar". | ” |

## Capa do álbum
A capa do álbum  Ghost Stories foi baseada pela artista Mila Fürstová. A capa do álbum influenciada pela arte medieval apresenta um par de asas de anjo imposta em uma pintura de um oceano sob um céu à noite. As próprias asas do anjo apresentam imagens enigmáticas de desenhos em estilo medieval, de objetos e conceitos bastante contemporâneos. As imagens incluem um casal apaixonado, um homem diante de um espelho, um voo de pombas brancas, um labirinto circular, uma menina com uma vela, uma janela com vista para um furacão chegando e uma planta de jardim com uma escada. A versão da capa do álbum está disponível no site oficial no Coldplay.com, com a capacidade de ampliar a imagem.

## Promoção
Um vídeo da canção "Midnight", a quinta faixa do álbum, foi lançado como um teaser para o sexto álbum de estúdio da banda em 25 de fevereiro de 2014. Ghost Stories foi apresentado oficialmente pelo grupo e pela Parlophone uma semana mais tarde, em 3 de março de 2014, juntamente com a capa e lista de faixas. O primeiro single do álbum, "Magic", foi disponibilizado para download digital na pré-venda de Ghost Stories no iTunes e Amazon.com, por meio de download "instant-grat". O segundo single promocional do álbum, "Midnight", foi lançado no Record Store Day 2014 pela Parlophone, em 19 de Abril, em um vinil lado A de 7 polegadas. No lado B há prensada em relevo a arte promocional de Mila Fürstová para a canção.

## Lista de faixas
Todas as canções escritas por Guy Berryman, Jonny Buckland, Will Champion e Chris Martin, exceto "A Sky Full of Stars" que foi co-escrita pelo DJ Avicii. Todas as canções produzidas por Coldplay, Paul Epworth, Daniel Green e Rik Simpson.
| Edição padrão  |                                                       |         |  |
| N.º            | Título                                                | Duração |  |
| 1.             | "Always in My Head"                                   | 3:36    |  |
| 2.             | "Magic"                                               | 4:45    |  |
| 3.             | "Ink"                                                 | 3:48    |  |
| 4.             | "True Love"                                           | 4:05    |  |
| 5.             | "Midnight" (Jon Hopkins como co-produtor)             | 4:54    |  |
| 6.             | "Another's Arms"                                      | 3:54    |  |
| 7.             | "Oceans"                                              | 5:21    |  |
| 8.             | "A Sky Full of Stars" (Tim Bergling como co-produtor) | 4:28    |  |
| 9.             | "O" (0:00 - 3:54 "Fly On" / 6:18 - 7:47 "O")          | 7:47    |  |
| Duração total: | Duração total:                                        | 42:38   |  |

| Faixa bónus da edição japonesa |                                |         |  |
| N.º                            | Título                         | Duração |  |
| 10.                            | "Midnight" (Jon Hopkins Remix) | 10:05   |  |

| Faixas bónus da edição deluxe |                    |         |  |
| N.º                           | Título             | Duração |  |
| 10.                           | "All Your Friends" | 3:32    |  |
| 11.                           | "Ghost Story"      | 4:17    |  |
| 12.                           | "O" (Reprise)      | 1:37    |  |

## Tabelas musicais
| Paradas (2014)                      | Melhor posição |
| ----------------------------------- | -------------- |
| Alemanha (Media Control)            | 1              |
| Austrália (ARIA)                    | 1              |
| Bélgica (Ultratop Flandres)         | 1              |
| Bélgica (Ultratop Valônia)          | 1              |
| Japão (Oricon)                      | 7              |
| Países Baixos (Dutch Charts)        | 2              |
| Nova Zelândia (Recorded Music NZ)   | 1              |
| Noruega (VG-lista)                  | 1              |
| Polónia (ZPAV)                      | 30             |
| Reino Unido (Official Albums Chart) | 1              |
| Estados Unidos (Billboard 200)      | 1              |

### Certificações
| País           | Certificador | Certificação |
| -------------- | ------------ | ------------ |
| Alemanha       | BVMI         | 3× Ouro      |
| Austrália      | ARIA         | 2× Platina   |
| Canadá         | MC           | Platina      |
| Reino Unido    | BPI          | 2× Platina   |
| Estados Unidos | RIAA         | Platina      |

## Pessoal
| Coldplay - Guy Berryman – baixo, vocal de apoio, produção - Jonny Buckland – guitarra, vocal de apoio, produção - Will Champion – bateria, percussão, vocal de apoio, produção - Chris Martin – vocal, piano, guitarra, produção Pessoal adicional - Paul Epworth – teclado (faixa 2) | Técnica - Paul Epworth – produção (faixa 2) - Rik Simpson – produção (faixa 2) - Daniel Green – produção (faixa 2) - Jon Hopkins – produção (faixa 5) - Mila Fürstová – capa |

## Histórico de lançamento
| País           | Data               | Formato(s)          | Gravadora        |
| -------------- | ------------------ | ------------------- | ---------------- |
| Austrália      | 16 de maio 2014    | Download digital    | Parlophone       |
| Alemanha       | 16 de maio 2014    | Download digital    | Parlophone       |
| Reino Unido    | 19 de maio de 2014 | CD                  | Parlophone       |
| Reino Unido    | 19 de maio de 2014 | Download digital    | Parlophone       |
| Estados Unidos | 19 de maio de 2014 | CD                  | Atlantic Records |
| Estados Unidos | 19 de maio de 2014 | Download digital    | Atlantic Records |
| México         | 19 de maio de 2014 | CD                  | Atlantic Records |
| Canadá         | 20 de maio de 2014 | Download digital CD | Atlantic Records |
| Brasil         | 20 de maio de 2014 | Download digital CD | Atlantic Records |